# Trybliophorus amazonicus
Trybliophorus amazonicus is een rechtvleugelig insect uit de familie Romaleidae. De wetenschappelijke naam van deze soort is voor het eerst geldig gepubliceerd in 2004 door Alves Dos Santos & Assis-Pujol.